# スレイド・ピアース
スレイド・ピアース（Slade Pearce, 1995年10月7日 - ）は、アメリカ合衆国出身の俳優である。

## 出演作品

### テレビ
- TOUCH/タッチ
- クリミナル・マインド FBI行動分析課
- ホームタウン 〜僕らの再会〜（サム・ダニエルズ）
- ゴースト 〜天国からのささやき
- Dr.HOUSE
- 女検死医ジョーダン

### 映画
- お願い!プレイメイト（ユージーン（幼少時）
- ヘレンとフランクと18人の子供たち（ミック）